# هيلموت هيلبرت
هيلموت هيلبرت (بالألمانية: Helmut Hilpert)‏ هو لاعب كرة قدم ألماني في مركز الدفاع، ولد في 20 سبتمبر 1937 في ألمانيا، وتوفي في 15 يونيو 1997. لعب مع فالدهوف مانهايم ونادي نورنبرغ.

## وصلات خارجية
- هيلموت هيلبرت على موقع قاعدة بيانات كرة القدم.إي يو (الإنجليزية)
- هيلموت هيلبرت على موقع بيانات كرة القدم. دي إي (الألمانية)